# بريان بلاسي
بريان بلاسي (بالإسبانية: Brian Blasi)‏ (8 فبراير 1996 في الأرجنتين - ) هو لاعب كرة قدم أرجنتيني في مركز الدفاع. لعب مع يونيون دي سانتا في.

## روابط خارجية
- بريان بلاسي على موقع قاعدة بيانات كرة القدم.إي يو (الإنجليزية)
- بريان بلاسي على موقع Soccerway.com (الإنجليزية)